# دل‌آرا (فیلم ۲۰۱۵)
دل‌آرا (به هندی: Dulaara) یا عزیز دل فیلمی محصول سال ۲۰۱۵ و به کارگردانی راجکومار آر. پاندی است. در این فیلم بازیگرانی همچون پرادیپ پاندی، تانوشری چاترجی، ریتو سینگ، موهینی غوش، مانوج تایگر، گوپال رای، آوادیش میشرا، رانی چاترجی ایفای نقش کرده‌اند.